# Isostyla picata
Isostyla picata är en fjärilsart som beskrevs av W. Warren 1900. Isostyla picata ingår i släktet Isostyla och familjen tandspinnare. Inga underarter finns listade i Catalogue of Life.